# Platt (Angleterre)
Pour les articles homonymes, voir Platt.
Platt est un village situé dans le district non métropolitain de Tonbridge and Malling, dans le comté du Kent en Angleterre. En 2011, sa population est de 1 679 habitants.

## Source de la traduction
- (en) Cet article est partiellement ou en totalité issu de l’article de Wikipédia en anglais intitulé « Platt, Kent » (voir la liste des auteurs).